# Bryson Stott
Bryson Stott (Las Vegas, Nevada, 6 de octubre de 1997) es un jugador profesional estadounidense de béisbol que se desempeña en la posición de segunda base en Philadelphia Phillies, equipo de las Grandes Ligas de Béisbol (MLB).

## Carrera
Fue seleccionado en la primera ronda en el Draft de la MLB de 2019. En 2022 hizo su debut profesional con el equipo Philadelphia Phillies, donde lleva jugando dos temporadas.